# 奈良県立竜田公園

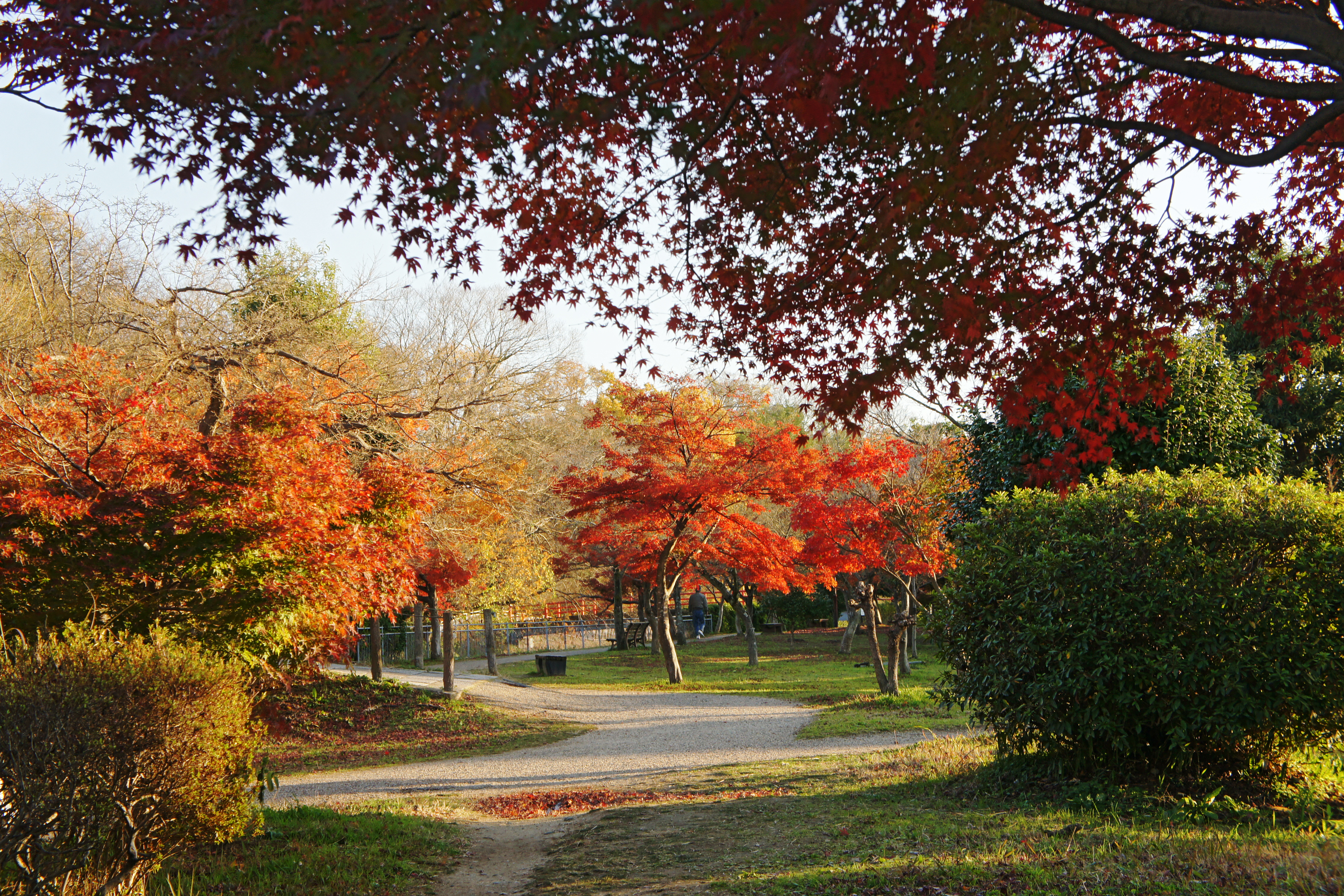
遊歩道

奈良県立竜田公園（ならけんりつたつたこうえん）は奈良県斑鳩町南西部にある都市公園。

## 概要
斑鳩町南西部の竜田川沿いに総延長約2kmにわたって整備されている河川敷緑地である（面積14ha）。
平安時代に在原業平が詠んだ「千早ふる神代も聞かず竜田川からくれなゐに水くゝるとは」という一首をはじめ、百人一首の能因法師ら数多くの歌人に詠まれた古よりの紅葉の名所である。
1940年（昭和15年）に当時の竜田町長から竜田川楓園を県立公園として奈良県で管理してほしいと申し出があり、1941年（昭和16年）7月に奈良県が竜田大橋を中心とする河川敷と堤防敷を公園に編入した。その後、1966年（昭和41年）に都市公園竜田公園として供用を開始した。
公園内には標高82メートルの三室山も位置しており、遊歩道は山頂まで整備されている。平成12年4月に駐車場と管理棟が設置された。晩秋の紅葉のほか、三室山は春は桜の名所としても広く知られる。

## 利用情報
- 紅葉の見頃 - 晩秋（11月下旬～12月上旬）
- 所在地 - 奈良県生駒郡斑鳩町龍田

## 交通アクセス
- JR大和路線 王寺駅 から奈良交通バス法隆寺前行きで8分、竜田大橋下車、徒歩3分

## 周辺
- 龍田神社
- 吉田寺
- 藤ノ木古墳
- 西里
- 法隆寺